# Eisenbahnunfall von Saltsjöbaden

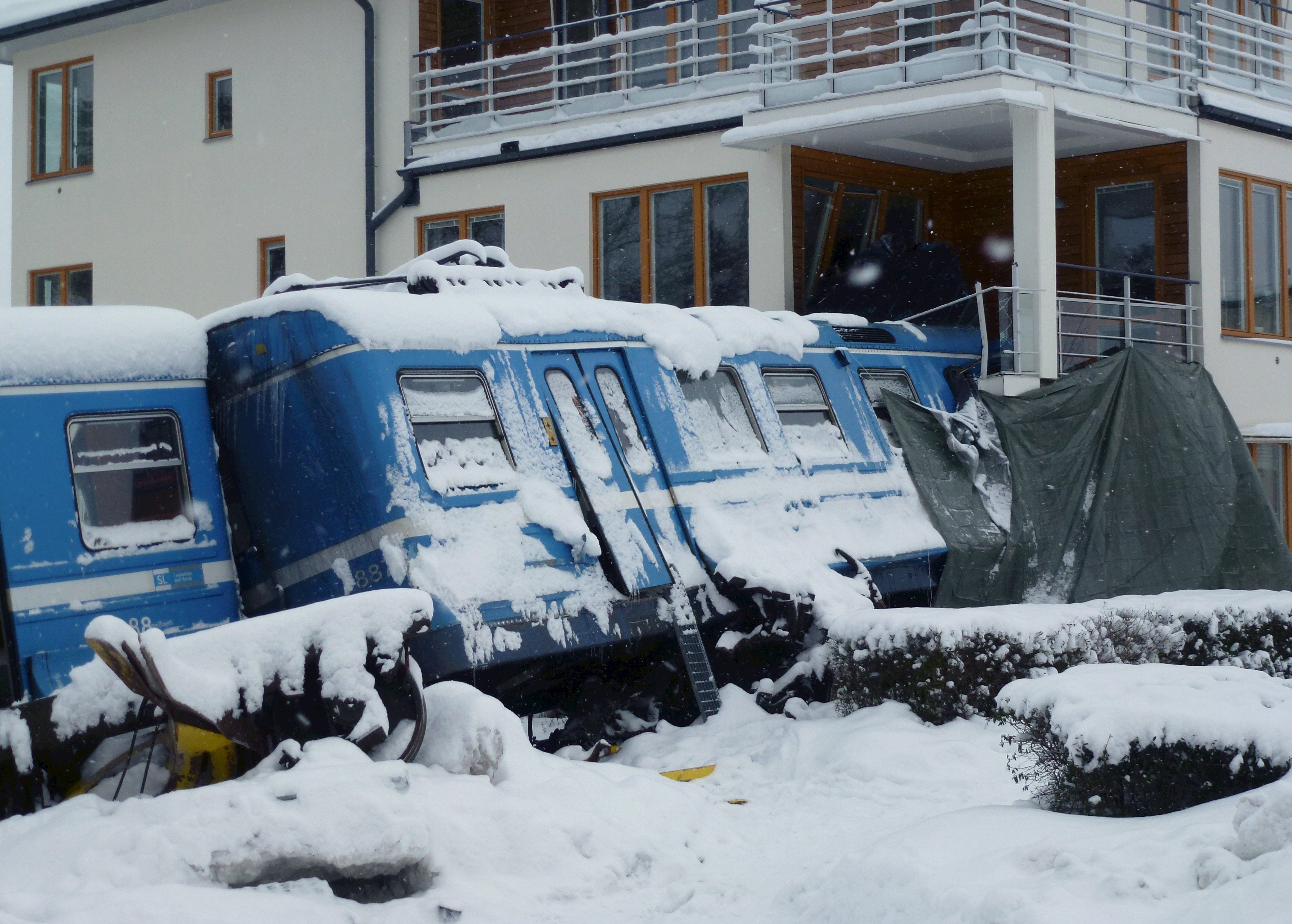
Unfallstelle am 17. Januar 2013

Der Eisenbahnunfall von Saltsjöbaden geschah am 15. Januar 2013 gegen 2:30 Uhr auf der Saltsjöbana in Saltsjöbaden, Schweden.
Um 2:23 Uhr setzte sich eine komplette Zuggarnitur unbeabsichtigt und unkontrolliert in Bewegung und verließ das Depot in Neglinge Richtung Saltsjöbaden. Im Zug befand sich nur eine 20-jährige Frau, die zum Reinigungspersonal der Züge gehörte. Der Zug überfuhr nach 1,5 km in Saltsjöbaden mit 80 km/h den Prellbock am Ende der Strecke, der nur für einen Aufprall mit bis zu 40 km/h ausgelegt war, und prallte in ein dahinter befindliches Haus. Die im Zug befindliche Frau überlebte den Aufprall mit schweren, nicht lebensbedrohlichen Verletzungen. Im Haus wurde niemand verletzt.

## Ereignisse direkt nach dem Unfall
Die Frau wurde zunächst verdächtigt, den Zug gestohlen zu haben, und wurde wegen des Verdachts auf gemeingefährliche Sachbeschädigung festgenommen. Der Verdacht erhärtete sich nicht. Der Streckenbetreiber Arriva und der Nahverkehrsverbund entschuldigten sich bei der Betroffenen für die voreiligen Beschuldigungen. Gegen den Pressesprecher der Polizei wurde wegen der schnellen fälschlichen Schuldzuweisung eine Dienstaufsichtsbeschwerde eingereicht.
Die Bergung dauerte bis zum 28. Januar 2013, da Bedenken bestanden, das Haus könnte einstürzen, wenn der Zug geborgen werden würde. Die fünf Wohnungen im Haus wurden für unbewohnbar erklärt. Das schwer beschädigte Vorderteil des Zuges sollte nach der Untersuchung verschrottet werden. Der Bahnverkehr zwischen Neglinge und Saltsjöbaden wurde eingestellt und erst am 16. September 2013 wieder aufgenommen.
Die im Zug befindliche Frau konnte sich nach ihrem Erwachen an den Unfall zunächst nicht erinnern. Im April 2013 gab sie ihr einziges Interview zu dem Unfall.
Eine Untersuchung des Unfalls durch die staatliche Unfallkommission wurde veranlasst. Die Sicherheit in den Zügen der Saltsjöbana wurde schon direkt nach dem Unglück kritisiert. So sind diese nicht mit dem Sicherheitssystem ATC ausgerüstet, das die Geschwindigkeit automatisch gesenkt hätte. Nach ersten Angaben von SL befand sich zudem der Fahrschlüssel im Zug.

## Untersuchungsbericht
Der Untersuchungsbericht der Staatlichen Havariekommission SHK, die mit der Untersuchung des Unglücks beauftragt war, erschien am 5. Mai 2014 und kam zu folgenden Schlussfolgerungen:
- Der Zug wurde auf einem Gleis abgestellt, bei dem die Anlage nicht funktionierte, die das Festfrieren der Bremsen verhindern sollte. Der Fehler bestand seit etwa einem Monat, war gemeldet, jedoch nicht behoben worden. Unter anderem war unklar, ob der Betreiber Arriva oder die regionale Verkehrsbehörde für die Reparatur zuständig war. Eine klare Regelung zur Handhabung dieser Situation gab es nicht. Stattdessen oblag es dem Rangierer, dies nach eigenem Ermessen zu entscheiden.
- Der Rangierer war der Ansicht, dass eine Überführung des Zuges zu einem Gleis mit einer funktionierenden Anlage eine rechtzeitige Reinigung des Zuges und Bereitstellung zum Beginn des Verkehrs im Morgen verhindert hätte. Eine Beurteilung der Situation durch dessen Vorgesetzte fand nicht statt. Der Rangierer fürchtete, die Bremsen könnten wegen der winterlichen Verhältnisse und der nicht funktionierenden Anlage festfrieren, weswegen er die Bremsen geöffnet lassen wollte. Da dies nicht vorgesehen war, wurde eine Methode verwendet, bei der die Sicherung außer Funktion gesetzt wurde. Aus Sicht des Rangierers bestand dennoch keine Gefahr eines unbeabsichtigten Abfahrens des Zuges, weil mehrere Schritte notwendig gewesen seien, um dies zu bewerkstelligen. Diese Methode sei bekannt, jedoch nicht üblich gewesen. Der Rangierer habe unzureichende Kenntnis der Risiken gehabt.
- Das Fahrzeug wurde in der Endphase der Reinigung unbeaufsichtigt gelassen. Die zwingend vorgeschriebenen Vorkehrungen hierfür wurden nicht angewandt.
- Die Gründe dafür, dass der Zug sich in Bewegung setzte, waren nicht eindeutig zu klären. Eine Verursachung lediglich durch die alleine im Zug befindliche Frau vom Reinigungspersonal z. B. im Rahmen ihrer Tätigkeit erscheint unwahrscheinlich. Ein eventueller technischer Fehler im Zug war aufgrund der starken Beschädigung nicht feststellbar. Die Untersuchung kam zum Schluss, dass der Zug sich in einer Einstellung befunden haben muss, bei der schon das Schließen der Türen die Abfahrt verursachte. Das Schließen der Türen sei zum Ende der Reinigung üblich gewesen.
- Die Weichen waren so gestellt, dass der Zug auf die Strecke hinausfahren konnte. Die Vorschriften seien in Bezug auf die korrekte Weichenstellung in der betreffenden Situation mehrdeutig.
- Der Zug fuhr ungebremst bis zum Aufprall. Die im Zug mitfahrende Frau nahm möglicherweise zunächst an, es handele sich um das Rangieren des Zuges. Sie versuchte, den Schlüssel zu entfernen, was nicht zur Bremsung führte. Andere Möglichkeiten zum Stoppen des Zuges wie das Betätigen der Notbremse oder die Aktivierung der Sicherung hätten bestanden. Es sei verständlich, dass diese in dieser Stresssituation nicht ergriffen wurden. Die Fahrt dauerte rund zwei Minuten. Die Frau suchte Schutz im Passagierraum.
- Der Prellbock konnte den Zug nicht aufhalten. Er wurde nicht als unzureichend beurteilt, da ein stärkerer Prellbock zwar vielleicht das Gebäude hätte schützen können, dies für die Person im Zug jedoch schwerwiegendere Folgen gehabt hätte.

## Weitere Folgen
Arriva und SL änderten ihre Vorschriften und Arbeitsabläufe so ab, dass sich ein derartiges Unglück nicht wiederholen kann.
Der Betreiber Arriva musste 500.000 Schwedische Kronen Strafe (ca. 53.000 €) bezahlen. Weiterhin erhielt die verletzte Reinigungskraft 20.000 Kronen Schadenersatz von Arriva für die durch die fälschliche Verdächtigung erlittene Beleidigung. Arriva hat den Strafbefehl akzeptiert und wird keine weiteren Rechtsmittel einlegen.